# Натараджа

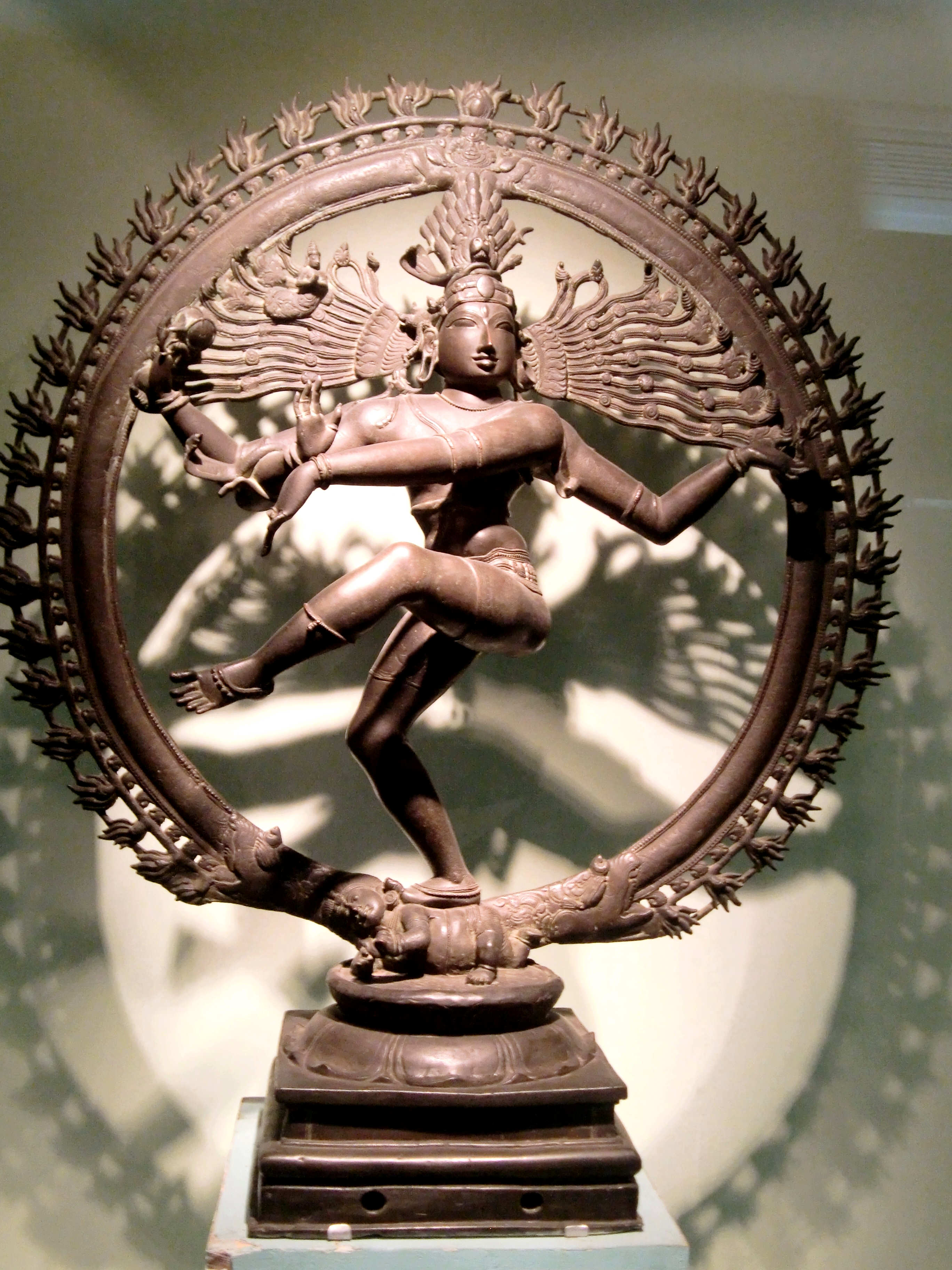
Статуя Шивы Натараджи в Национальном музее Индии.

Натараджа (тел. నటరాజు, там. நடராஜா, санскр. IAST: naṭarāja — господин танца) — один из самых популярных иконографических образов Шивы.
Имена Нартака (санскр. नर्तक — «танцор») и Нитьянарта (санскр. नित्यनर्त — «вечный танцор») присутствуют в списках 1008 имен Шивы (Сахасранама). Ассоциирование Шивы с танцем известно со времен Пуран. Вместе с другими похожими танцующими иконографическими формами (санскр. IAST: nṛtyamūrti) изображения Шивы Натараджи распространено по всей территории Индии, особенно на юге. Обычно Натараджа изображается в виде статуи из бронзы, где Шива танцует в ореоле из огня, подняв левую ногу и балансируя на теле демона или карлика (Апасмара), который символизирует невежество. Этот скульптурный образ является одним из символов Индии и широко используется в её культуре. Танец, который выполняет Шива Натараджа, называется тандава. Танец Натараджи наполнен энергией и является источником цикла «создание-сохранение-разрушение» Вселенной, символом лилы, в которой Бог с легкостью игры создает и разрушает миры и Вселенные. Танец Шивы, согласно индуистской мифологии, необходим для поддержания ритма жизни и создания мира. Считается, что прекращение танца приведёт к завершению лилы, а вместе с ней и всего мироздания.

## Этимология
Слово «натараджа» происходит от IAST: Narta-rājan — король танца, что в свою очередь происходит от классического санскритского глагола IAST: nar- — танцевать.

## Признаки

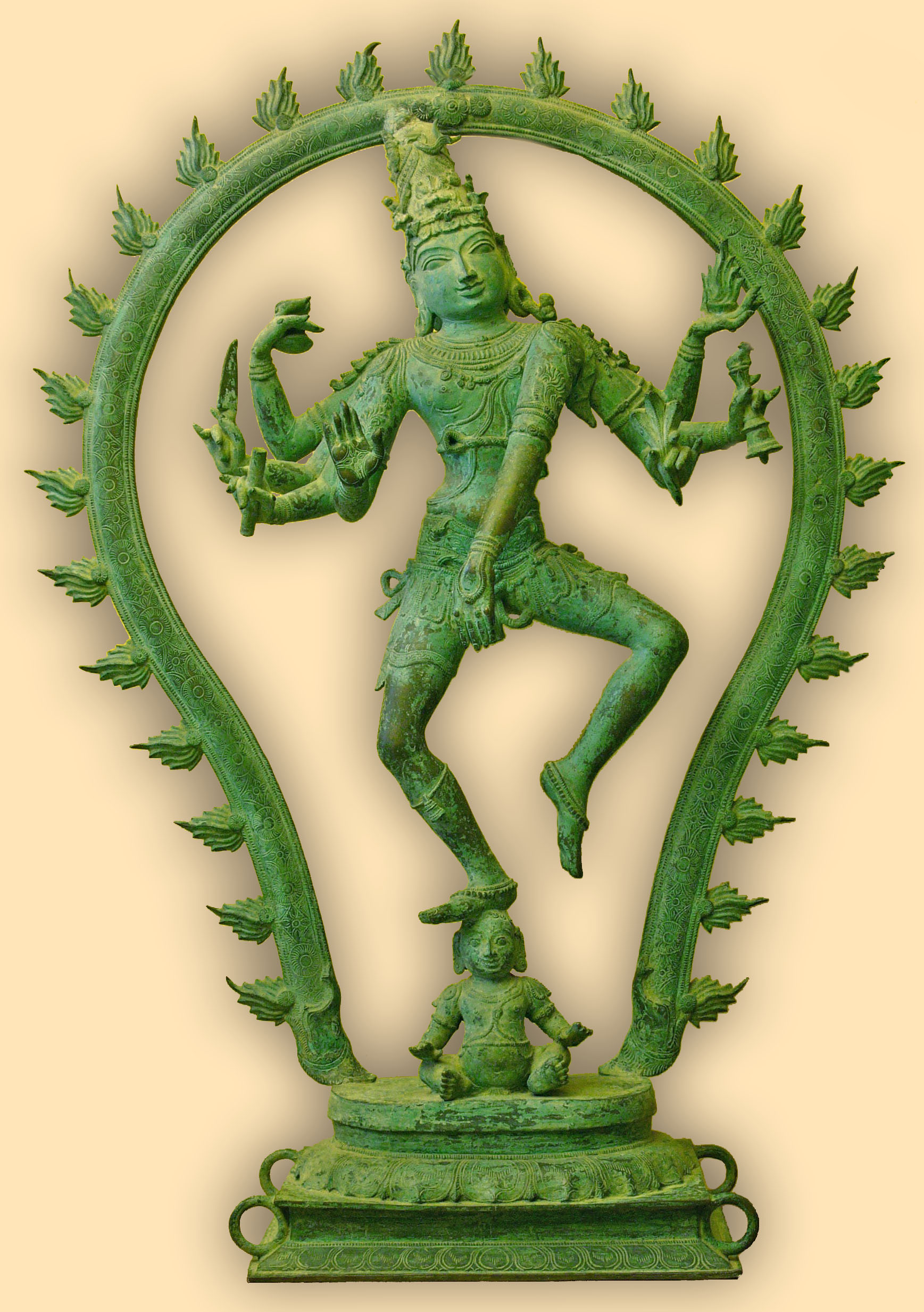
Восьмирукий Натараджа

- Кобра, которая символизирует кундалини, извивается кольцами вокруг нижней правой руки Шивы, которая показывает Абхаю-мудру — покровительственный жест, который означает защиту от зла и невежества. Также это положение руки говорит об отсутствии страха, спокойствии, невозмутимости, мгновенном принятии происходящего, выжженной эмоциональности.
- На лбу у него полумесяц, а на шее ожерелье из черепов.
- Вокруг Натараджи арка из огней, которые олицетворяют круг сансары, сжигаемой танцем Шивы, дарующим освобождение страдающей душе. Существует и другое объяснение: пламя показано в движении вокруг тела Шивы, который воплощает в себе вселенную. Таким образом создается впечатление, что Шива находится внутри огненного круга. Однако огонь только один, круг — это иллюзия, а Шива — тот, кто разрушает майю[11]и сжигает карму в танце.
- Верхняя правая рука держит маленький барабанчик в форме песочных часов дамару (санскр. IAST: ḍamaru)[12][13][14]., вибрации которого создают изначальный звук Ом_(мантра).
- На ладони верхней левой руки пылает костёр, который означает уничтожение или знание, которое разрушает этот иллюзорный мир.
- Нижняя левая рука указывает на приподнятую ногу, что символизирует процветание и освобождение. По другой интерпретации, она указывает на землю, напоминая о том, что существуют реальные вещи, которые нужно осознавать, в отличие от тех, что создаются разумом.
- Натараджа танцует на спине демона Апасмара, это символизирует победу над невежеством и эгоизмом, над дуализмом, отождествлением с собственным телом и умственными концепциями.
- Косы Шивы, обычно собранные в узел, здесь развеваются во все стороны.
- Стоическое выражение лица Натараджи символизирует его нейтралитет и спокойствие.